# Połczyn-Zdrój
Połczyn-Zdrój ['pɔwtʃɨn zdruj] (tyska: Bad Polzin) är en stad och kurort i nordvästra Polen, belägen i östra delen av Västpommerns vojvodskap, 134 km öster om Szczecin. Tätorten har 8 485 invånare och är centralort i kommunen Gmina Połczyn-Zdrój, med sammanlagt 15 866 invånare (2013). Administrativt tillhör staden distriktet Powiat świdwiński i Västpommerns vojvodskap.

## Historia
Under tidig medeltid fanns en västslavisk bosättning i regionen. I närheten av orten slog benediktinermunkar sig ner och grundade en tysk bosättning, och omkring år 1290 uppfördes ett slott av Tempelherreorden. Adelssläkterna von Zozenow och von Glasenapp förvärvade orten i början av 1300-talet, och 1320 blev Hasso von Wedell slottsherre i Polzin. Hertigen av Pommern-Wolgast gav 1335 orten stadsrättigheter enligt lybsk rätt. 1374 blev Gerd von Manteuffel ägare till staden och lät uppföra en fästningsvall omkring staden med två portar. År 1466 ockuperades slottet av polska trupper i samband med konflikterna mellan Pommern, Polen och Tyska orden. De polska trupperna fördrevs av hertigen Erik II av Pommerns trupper efter hårda strider.
En lokal smed upptäckte den lokala källan 1688 och staden blev snart känd som kurbad tack vare den lokala pastorn Joachim Engelkes berättelser om vattnets läkande egenskaper. Genom det natursköna läget i det så kallade "pommerska Schweiz" blev staden under 1700-talet en känd kurort som drog besökare från långt bortom regionens gränser, bland dessa den preussiska drottningen Louise av Mecklenburg-Strelitz. 1854 öppnade Maria- och Victoriabaden, året därpå öppnade Johannitersjukhuset och 1857 blev staden även gyttjebadort. 
Stadens badverksamhet var fram till andra världskriget den dominerande näringen och antalet besökare ökade stadigt. Järnvägen till Schivelbein färdigställdes 1897 och järnvägen till Bärwalde 1906. Under mellankrigstiden döptes staden officiellt om till Bad Polzin. Vid krigsutbrottet 1939 hade staden omkring 6 900 invånare, och 1938 besöktes staden av 127 082 kurortsbesökare. 
Under andra världskriget låg kurortsverksamheten nere. Den 1 maj 1938 öppnades Mutter-Kind-Heim Pommern tillhörande det nazistiska Lebensbornprogrammet, och stadsförvaltningen upplät Kurhaus Luisenbad för hemmet, som fanns kvar i staden fram till februari 1945.
Bad Polzin intogs av Röda armén 5 mars 1945 och tillföll efter kriget Polen enligt Potsdamöverenskommelsen. De tysktalande invånarna fördrevs över gränsen till Tyskland, samtidigt som polska och ukrainska flyktingar från sovjetiska områden öster om Curzonlinjen började återbefolka staden. De polska myndigheterna ändrade stadens officiella namn till den nuvarande polska namnformen, Połczyn-Zdrój.

## Kommunikationer
Staden har en järnvägsstation på linjen Choszczno – Koszalin. De närmaste större grannstäderna via landsväg är Świdwin 24 kilometer  västerut och Białogard 30 kilometer norrut. Avståndet till Koszalin är 57 kilometer.

## Kända invånare
- Robert Atzorn (född 1945), skådespelare.
- Susan Denberg (född 1944), tysk-österrikisk skådespelare och modell.
- Bernd Heinrich (född 1940), tysk-amerikansk biolog och maratonlöpare.
- Janusz Janowski (född 1965), konstnär och jazztrumslagare.
- Olgierd Moskalewicz (född 1974), fotbollsspelare.
- Sławomir Nitras (född 1973), politiker tillhörande Medborgarplattformen.
- Szymon Pawłowski (född 1986), fotbollsspelare.
- Karl Schröder (1884-1950), kommunistisk politiker.
- Volker Vogeler (1930-2005), regissör.
- Stanisław Wziątek (född 1959), politiker tillhörande Demokratiska vänsterförbundet.